# Az Északi
Az Északi (eredeti cím: The Northman) 2022-es történelmi filmdráma Robert Eggers rendezésében. A forgatókönyvet Eggers és Sjón írták. A film a híres Shakespeare darabot is ihlető Amleth legendáján alapul. A főszerepeket Alexander Skarsgård, Nicole Kidman, Claes Bang, Anya Taylor-Joy, Ethan Hawke, Björk és Willem Dafoe alakítják.
A film világpremierjére a stockholmi Rigoletto moziban került sor 2022. március 28-án. Egyes országokban 2022. április 13-án mutatták be, az Egyesült Államokban pedig április 22-én jelent meg. Világszerte 26 millió dolláros bevételt hozott a pénztáraknál, és pozitív kritikákban részesült.

## Rövid történet
Amleth herceg a férfivá válás szélén áll, mikor apját, Aurvandil királyt brutális módon meggyilkolja annak mostohatestvére, Fjölnir. Elrabolja a fiú anyját és őt magát is meg akarja öletni, Amleth azonban elmenekül. Fogadalmat tesz: bosszút áll apja haláláért, megmenti az anyját és végez Fjölnirrel. Két évtizeddel később Amleth viking harcosként szláv falvakat fosztogat, azonban hamarosan találkozik egy látnoknővel, aki emlékezteti esküjére...

## Szereplők
| Szerep                  | Színész                  | Magyar hang         |
| ----------------------- | ------------------------ | ------------------- |
| Amleth                  | Alexander Skarsgård      | Dévai Balázs        |
| Amleth fiatalon         | Oscar Novak              | Kelemen Noel        |
| Gudrún királynő         | Nicole Kidman            | Pápai Erika         |
| Fjölnir                 | Claes Bang               | Debreczeny Csaba    |
| Olga                    | Anya Taylor-Joy          | Nagy Katica         |
| Aurvandill király       | Ethan Hawke              | Kaszás Gergő        |
| Heimir                  | Willem Dafoe             | Sörös Sándor        |
| Thorir                  | Gustav Lindh             | Kenéz Ágoston       |
| Gunnar                  | Elliott Rose             | Vida Bálint         |
| Hallgrimr               | Phill Martin             | Rába Roland         |
| Finnr                   | Eldar Skar               | Böröndi Bence       |
| Látnok                  | Björk                    | Pap Katalin         |
| boszorkány              | Ingvar Eggert Sigurðsson | Németh Gábor        |
| Halldora                | Kate Dickie              | Ligeti Kovács Judit |
| Ashildur                | Olwen Fouéré             | Menszátor Magdolna  |
| Draugr                  | Ian Whyte                | N/A                 |
| Thorfinnr               | Hafþór Júlíus Björnsson  | Törköly Levente     |
| Berserker pap           | Magne Osnes              | Kajtár Róbert       |
| Volodymyr kapitány      | Ralph Ineson             | Ficzere Béla        |
| Eirikr Blaze-Eye        | Tadhg Murphy             | Lengyel Benjámin    |
| Thorvaldr Giant-Crusher | Ian Gerard Whyte         | N/A                 |
| Melkorka                | Doa Barney               | N/A                 |
| a vikingek vezetője     | Katie Pattinson          | N/A                 |
| Hákon Ironbeard         | Murray McArthur          | Rosta Sándor        |
| valkűr                  | Ineta Sliuzaite          | N/A                 |

## A film készítése

### Forgatás
A forgatás 2020 márciusában kezdődött volna, de a COVID-19 világjárvány miatt felfüggesztették. A forgatás 2020 augusztusában kezdődött, az Antrim megyei Torr Headben és az észak-írországi Larne közelében lévő Ballygallyban. 2020 szeptemberében a stáb az Ír Köztársaságbeli Donegal megyében, a festői Inishowen-félszigeten található Malinban is forgatott. A forgatás 2020. december elején fejeződött be, és 87 napig tartott.

### Utómunka
A film 70-90 millió dolláros gyártási költségből készült, ami magasabb volt, mint az eredeti 65 millió dolláros költségvetés. Eggers egy művészibb és lassabb tempójú filmet akart, míg a stúdió egy szórakoztatóbb és közérthetőbb történetet szeretett volna. Néhány tesztvetítés után Eggersnek és vágójának, Louise Fordnak sikerült megtalálnia az egyensúlyt, és a legutóbbi vágást 2021. november 4-én hagyták jóvá.

## Fogadtatás
A The Guardian kritikusa, Peter Bradshaw a maximális öt csillaggal értékelte. Kritikája során dicsérte a film nihilisztikus hangvételét és a szereplők alakítását. A Digital Spy kritikusa, Gabriella Geisinger szintén öt ponttal értékelte. A MovieZine kritikusa, Alexander Kardelo négy csillagot adott a filmre az ötből. Dicsérte Skarsgård játékát és Eggers rendezését. A The New Yorker kritikusa, Richard Brody azonban már negatív kritikával illette.